# آلیگیری (دهانه)
آلیگیری یک دهانه برخوردی در ماه‌ است.

## دهانه‌های اقماری
این دهانه ۷ دهانه اقماری دارد.
| Dante | عرض جغرافیایی | طول جغرافیایی | قطر          |
| ----- | ------------- | ------------- | ------------ |
| C     | ۲۸.۳° N       | ۱۷۷.۱° W      | ۵۴.۰ کیلومتر |
| E     | ۲۶.۷° N       | ۱۷۷.۰° W      | ۴۳.۰ کیلومتر |
| G     | ۲۴.۹° N       | ۱۷۸.۶° W      | ۲۴.۰ کیلومتر |
| P     | ۲۳.۶° N       | ۱۷۹.۴° E      | ۲۷.۰ کیلومتر |
| S     | ۲۴.۹° N       | ۱۷۷.۳° E      | ۱۷.۰ کیلومتر |
| T     | ۲۵.۸° N       | ۱۷۶.۶° E      | ۲۰.۰ کیلومتر |
| Y     | ۲۷.۱° N       | ۱۷۹.۵° E      | ۲۷.۰ کیلومتر |